# Рённинг, Геир
Геир Рённинг (фин. Geir Rönning; 5 ноября 1962, Олесунн, Норвегия) — финский и норвежский певец, автор песен. Семь раз пытался попасть на Евровидение, и ему это удалось лишь в 2005 году, хотя на конкурсе Геир выступил не очень удачно.
Геир родился в Норвегии и жил в стране до 2000-х годов. На протяжении всего десятилетия проживал в Финляндии и в 2010 году посетил Швецию.

## Биография
Геир начал свою карьеру в 1994 году. Начиная с 1997 года и заканчивая 2010 годом, певец пытался попасть на Евровидение с Норвегии и Финляндии, но ему удалось попасть на конкурс лишь раз - в 2005 году.

### Карьера в Норвегии (1994-1997, 2006)
Геир начал свою карьеру в Норвегии.
В 1994 году стал композитором песни «Gi alt vi har», которую исполнил Ян Тейген на фестивале Melodi Grand Prix. Песня набрала 275 баллов, заняв пятое место.
В 1995 году, Рённингу дали шанс принять участие на Melodi Grand Prix, но уже как исполнитель. Его песня «Uten lyst, uten tro» набрала 134 балла, что дало ему седьмое место.
В 1996 году, Рённинг снова участвовал на фестивале. Песня «Uten de'», исполненная Геиром, заняла второе место с 56 баллами. Рённинг разделил второе место с дуэтом Мари Хастлёй Осдаль и Хельга Хастлёй Хаген.
Спустя год, певец снова принял участие на фестивале. Исполненная песня «Venter på deg» финишировала седьмой.
Вернувшись в Норвегию в 2006 году, Рённинг снова принял участие на фестивале, но в дуэте с норвежским певцом Йоруном Эрдалем. В первом полуфинале фестиваля дуэт исполнил песню «Lost and Found», пройдя в финал фестиваля. В финале конкурса, дуэт набрал 57905 голосов, приведя песню к четвёртому месту.

### Переезд в Финляндию (конец 90-х)
В конце 90-х, Геир переехал в Финляндию, где стал солистом рок-н-ролльной группы из пяти человек. Геир также гастролировал за пределами Северных стран: он давал концерты в Албании, Румынии, Великобритании и США.

### Карьера в Финляндии (2002-2005, 2010)
В 2002 году Геир вернулся к попытке принять участие на Евровидении. В этом году, Рённинг принял участие на финском национальном отборе «Finnish Euroviisut», где с песней «I don't wanna throw it all away» финишировал на третьем месте с 36183 голосами.
В 2004 году, Рённинг снова принял участие в отборе. Исполненная песня «I don't need to say» прошла полуфинал. В финале песня набрала 28935 голосов, заняв пятое место.
В 2005 году певец снова участвовал в отборе. На этот раз, его песня «Why?» набрала 30648 голосов, заняв 1 место. Однако, на конкурсе Геиру не так уж сильно повезло: заняв 18 место в полуфинале, певец не смог пробраться в финал.(подробнее в разделе «Евровидение (2005)»)
В 2010 году, Рённинг мог оказаться среди учащихся в отборе, однако не прошёл из-за недостаточных баллов в онлайн-голосовании.

### Евровидение (2005)
После неудачных попыток принять участие на Евровидении, Геир снова решил попытать удачу в финском отборе на конкурс песни Евровидение 2005. Полуфинал финского отбора прошёл 11 февраля. Исполненная композиция «Why?» заняла 1 место, так же, пройдя в финал отбора. Финальный отбор прошёл 19 февраля в одном из залах Тампере. Жюри дали песне 19 баллов, а голосование зрителей - 30648 голосов. В результате, Геир официально был объявлен победителем отбора, что дало ему шанс представить Финляндию на Евровидении.
В полуфинале конкурса, Рённинг выступил шестнадцатым. В конце голосования, песня набрала всего 50 баллов, заняв 18 место. Однако, такого количества баллов не было достаточно для прохода в финал, из-за этого Геир не смог пройти в финал конкурса. К счастью, это не помешало карьере певца. Рённинг активно продолжал заниматься музыкой.

### Шведский идол (2010)
В 2010 году, Рённинг участвовал в седьмом сезоне Шведского идола. 5 ноября стало известно, что певец занял седьмую позицию.

## Дискография

### Альбомы
- 1996: Første gang
- 2005: Ready for the Ride
- 2008: Bare du som vet

### Синглы
- 2002: «I Don't Wanna Throw It All Away»
- 2004: «I Don't Need to Say»
- 2005: «Why?»
- 2006: «Lost and Found»